# Lophocampa bicolor
Lophocampa bicolor là một loài bướm đêm thuộc phân họ Arctiinae, họ Erebidae.